# المخرب الأمريكي (مسلسل)
المخرب الأمريكي (بالإنجليزية: American Vandal) مسلسل وثائقي ساخر أمريكي، اعداد دان بيرالت وتوني ياسيندا وبطولة تايرل ألفاريز، غريفن غلوك، وجيمي تاترو. توفر للعرض حسب الطلب على نتفليكس في 15 سبتمبر، 2017.

## الممثلين والشخصيات
- تايلر ألفاريز بدور بيتر مادونادو
- غريفن غلوك بدور سام إكلاند
- جيمي تاترو بدور ديلان ماكسويل
- كاميل هايد بدور غابي غرانجر
- إدواردو فرانكو بدور سبينسر دياز
- لوكاس غيج بدور براندن غالاواي
- جيسيكا خواريز بدور بريانا

## الحلقات
| التسلسل | عنوان الحلقة "بالإنجليزية"            | إخراج        | كتابة                        | تاريخ العرض    |
| ------- | ------------------------------------- | ------------ | ---------------------------- | -------------- |
| 1       | «Hard Facts: Vandalism and Vulgarity» | توني ياسيندا | توني ياسيندا ودان بيرالت     | 15 سبتمبر 2017 |
| 2       | «A Limp Alibi»                        | توني ياسيندا | دان لاغانا                   | 15 سبتمبر 2017 |
| 3       | «Nailed»                              | توني ياسيندا | مايك روزوليو                 | 15 سبتمبر 2017 |
| 4       | «Growing Suspicion»                   | توني ياسيندا | كيف ماكمانوس وماثيو ماكمانوس | 15 سبتمبر 2017 |
| 5       | «Premature Theories»                  | توني ياسيندا | أيمي بوتشا وسيث كوهن         | 15 سبتمبر 2017 |
| 6       | «Gag Order»                           | توني ياسيندا | جيس ماير                     | 15 سبتمبر 2017 |
| 7       | «Climax»                              | توني ياسيندا | لورين هيرستك                 | 15 سبتمبر 2017 |
| 8       | «Clean Up»                            | توني ياسيندا | ماثيو ماكمانوس وكيف ماكمانوس | 15 سبتمبر 2017 |

## وصلات خارجية
- المخرب الأمريكي على موقع IMDb (الإنجليزية)
- المخرب الأمريكي على موقع ميتاكريتيك (الإنجليزية)
- المخرب الأمريكي على موقع روتن توميتوز (الإنجليزية)
- المخرب الأمريكي على موقع نتفليكس (الإنجليزية)
- المخرب الأمريكي على موقع فيلمافينيتي (الإسبانية)
- المخرب الأمريكي على موقع كينوبويسك (الروسية)
- المخرب الأمريكي على موقع ألو سيني (الفرنسية)
- المخرب الأمريكي على موقع قاعدة بيانات الفيلم (الإنجليزية)

- المخرب الأمريكي على نتفليكس